# Henric al IV-lea (piesă de teatru)

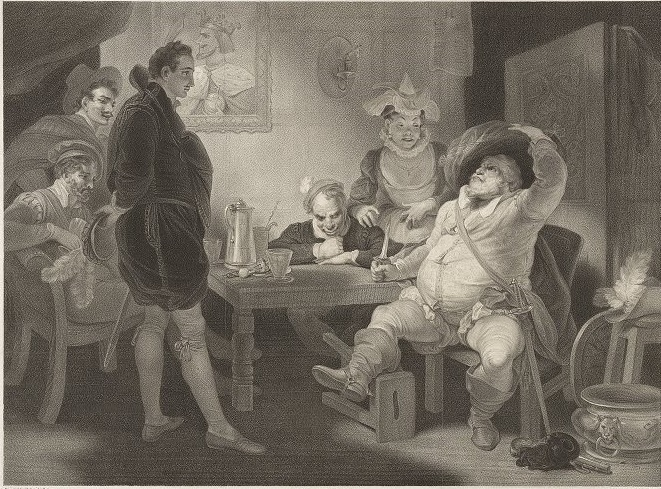

Henric al IV-lea (engleză: Henry IV, Part 1 și Henry IV, Part 2) este o piesă istorică în două părți de William Shakespeare scrisă pe la 1597-1598. Îl are ca subiect pe regele Henric al IV-lea al Angliei. 
De asemenea, Henric al IV-lea (italiană: Enrico IV) este o piesă de teatru din 1921 scrisă de Luigi Pirandello.

## Personaje
- Henric al IV-lea
- Marchiza
- Baronul Belcredi
- Doctorul
- Frida
- Di Nolli
- Giovanni
- Landolf
- Bertold
- Harald
- Ordulf